# بز کوهی قفقاز غربی
بز کوهی قفقاز غربی (نام علمی: Capra caucasica) گونه‌ای از سرده بز کوهی است.
تنها ۵ تا ۶ هزار رأس از این سم‌دار متوسط‌جثه باقی مانده‌اند که در مناطق مرتفع و سخت‌گذر کوهستانی غرب قفقاز در روسیه و گرجستان زندگی کرده و از علف‌ها و برگ‌ها تغذیه می کند و شکارچیان طبیعی آن اکنون گرگ و وشق هستند. بز کوهی داغستانی که بومی شرق قفقاز است، گاهی زیرگونه‌ای از این حیوان و گاهی یک گونهٔ مستقل طبقه‌بندی می‌شود.
جمعیت این حیوان در اواخر دهه ۱۹۸۰ حدود ۱۲ هزار رأس برآورد می‌شد. بز کوهی قفقاز غربی به دلیل بیش از ۵۰ درصد کاهش جمعیت در سه نسل اخیر (۲۱ سال) در ردهٔ حفاظتی در معرض خطر انقراض قرار گرفته‌است. مهمترین دلیل کاهش جمعیت این حیوان شکار بی‌رویه است. این حیوان همچنین کوچکترین محدوده زیستگاهی را در بین تمام انواع بز کوهی دارد.